# Lamprosema dairalis
Lamprosema dairalis là một loài bướm đêm trong họ Crambidae.